# Rodensteiner Mark
Die Rodensteiner Mark war eine Markgenossenschaft. Gegenstand war der Markwald südöstlich von Darmstadt rechts und links der Gersprenz. Der Rimdidim bildete einen Grenzpunkt.

## Geschichte
Die Verfassung der Rodensteiner Mark ist in einem Weistum aus dem Jahr 1457 beschrieben. An der Markgenossenschaft waren 11 Dörfer beteiligt. Dazu zählten:
- Bierbach[3]
- Brandau[4]
- Eberbach[5],
- Fränkisch-Crumbach[6],
- Güttersbach[7],
- Laudenau[6],
- Michelbach[8]
- Neunkirchen[9],
- Steinau[6] und
- Winterkasten.[6]

Obermärker waren die Herren von und zu Rodenstein. Diese gerieten im 17. Jahrhundert in finanzielle Schwierigkeiten und verkauften die Herrschaft Fränkisch-Crumbach an Hessen-Darmstadt. In diesem Zusammenhang erwarb Hessen-Darmstadt auch das Jagdrecht in der Rodensteiner Mark.
Mit der Rheinbundakte wurde das Gebiet der Mark 1806 Teil des Großherzogtums Hessen. Die Waldnutzungsrechte 1816 wurden per Realteilung an die beteiligten Dörfer verteilt. Die bestehenden Rechte der Niederen Gerichtsbarkeit und insbesondere der Forstgerichtsbarkeit gingen auf staatliche Gerichte über. Dies wurde von Seiten der Standesherren als unrechtmäßig betrachtet.